# Biegi narciarskie na Zimowych Igrzyskach Olimpijskich 1956 – sztafeta mężczyzn
Bieg sztafetowy mężczyzn podczas Zimowych Igrzysk Olimpijskich 1956 w Cortinie d’Ampezzo został rozegrany 4 lutego. Wzięło w nim udział 56 zawodników z czternastu krajów. Mistrzostwo olimpijskie w tej konkurencji wywalczyła reprezentacja ZSRR w składzie: Fiodor Tierientjew, Pawieł Kołczin, Nikołaj Anikin i Władimir Kuzin.

## Wyniki
| Pozycja | Kraj                                                                                   | Czas                            | Strata |
| ------- | -------------------------------------------------------------------------------------- | ------------------------------- | ------ |
|         | ZSRR · Fiodor Tierientjew · Pawieł Kołczin · Nikołaj Anikin · Władimir Kuzin           | 2:15:30 33:25 33:05 34:23 34:37 | -      |
|         | Finlandia · August Kiuru · Jorma Kortelainen · Arvo Viitanen · Veikko Hakulinen        | 2:16:31 34:56 34:20 33:34 33:41 | +1:01  |
|         | Szwecja · Lennart Larsson · Gunnar Samuelsson · Per-Erik Larsson · Sixten Jernberg     | 2:17:42 35:46 34:22 33:50 33:44 | +2:12  |
| 4.      | Norwegia · Håkon Brusveen · Per Olsen · Martin Stokken · Hallgeir Brenden              | 2:21:16 35:13 36:41 34:47 34:35 | +5:46  |
| 5.      | Włochy · Pompeo Fattor · Ottavio Compagnoni · Innocenzo Chatrian · Federico de Florian | 2:23:28 35:43 34:55 35:59 36:51 | +7:58  |
| 6.      | Francja · Victor Arbez · René Mandrillon · Benoît Carrara · Jean Mermet                | 2:24:06 36:51 36:14 35:18 35:43 | +8:01  |
| 7.      | Szwajcaria · Werner Zwingli · Victor Kronig · Fritz Kocher · Marcel Huguenin           | 2:24:30 36:24 36:50 35:17 35:59 | +9:00  |
| 8.      | Czechosłowacja · Emil Okuliár · Vlastimil Melich · Josef Prokeš · Ilja Matouš          | 2:24:54 37:02 36:11 36:13 35:28 | +9:24  |
| 9.      | Polska · Józef Rubiś · Józef Gąsienica-Sobczak · Tadeusz Kwapień · Andrzej Mateja      | 2:25:55 37:03 36:40 35:49 36:23 | +10:25 |
| 10.     | Niemcy · Kuno Werner · Siegfried Weiß · Rudi Kopp · Hermann Möchel                     | 2:26:37 36:19 37:21 36:35 36:22 | +11:07 |
| 11.     | Austria · Sepp Schneeberger · Oskar Schulz · Hermann Mayr · Karl Rafreider             | 2:30:50 35:26 38:37 39:09 37:38 | +15:20 |
| 12.     | Stany Zjednoczone · Theodore Farwell · Mack Miller · Larry Damon · Marvin Crawford     | 2:32:04 37:42 37:22 37:27 39:33 | +16:34 |
| 13.     | Jugosławia · Zdravko Hlebanja · Cveto Pavčič · Matevž Kordež · Janez Pavčič            | 2:33:45 38:10 39:03 38:27 38:05 | +18:15 |
| 14.     | Wielka Brytania · Andrew Morgan · James Spencer · Aubrey Fielder · Maurice Gover       | 2:38:44 38:44 40:40 39:25 39:55 | +23:14 |